# Anthericaceae
As antericáceas (nome científico Anthericaceae) formavam anteriormente uma família de plantas monocotiledóneas caracterizadas por serem rizomatosas com folhas numa roseta basal. A família não foi reconhecida por sistemas de classificações modernos como o sistema APG II de 2003 e o sistema APWeb (2001 em diante)), que a incluem na família Agavaceae com base em análises moleculares de ADN.
Os dados moleculares (Chase et al. 1995a, 2000, Rudall et al. 1997b) sustêm a inclusão de Anthericum, Chlorophytum e afins (usualmente colocados na família Anthericaceae), numa família Agavaceae "em sentido amplo", que não é fácil de caracterizar.
A família foi descrita por J.Agardh e publicada em Theoria Systematis Plantarum 27. 1858.